# Узлич
Узлич — опустевший поселок в Севском районе Брянской области в составе Доброводского сельского поселения.

## География
Находится в юго-восточной части Брянской области на расстоянии приблизительно 13 км на юго-восток по прямой от районного центра города Севск.

## История
Упоминается с 1920-х годов. На карте 1941 года отмечен как Узлечь с 23 дворами.

## Население
Численность населения: 108 человек (1926 год), 5 (русские 100 %) в 2002 году, 0 в 2010.